# Armstrong Circle Theatre
Teatro di Armstrong (Armstrong Circle Theatre) è una serie televisiva statunitense in 403 episodi trasmessi per la prima volta nel corso di 13 stagioni dal 1950 al 1963.
È una serie di tipo antologico in cui ogni episodio rappresenta una storia a sé. Gli episodi sono storie di genere drammatico e vengono presentati da:
- Nelson Case (1950-1951)
- Joe Ripley (1952-1953)
- Bob Sherry (1953-1954)
- Sandy Becker (1954-1955)
- John Cameron Swayze (1955-1957)
- Douglas Edwards (1957-1961)
- Ron Cochran (1961-1962)
- Henry Hamilton (1962-1963)

Duramente le prime stagioni (con gli episodi trasmessi inizialmente in presa diretta da New York) la serie riprendeva storie originali o di noti scrittori. Dal 1955 la durata di ogni singolo episodio passa da mezz'ora a un'ora e i soggetti cominciano a basarsi anche su storie vere, come l'affondamento della Andrea Doria e la storia del comunismo in Unione Sovietica, oltre che su temi inerenti al sociale, come l'adozione illegale, il suicidio o il divorzio. Con il trasferimento sulla CBS nel 1957, i temi cominciano ad interessarsi anche di situazioni più ampie a livello mondiale con storie sulla guerra fredda, storie di spionaggio, Radio Free Europe, fughe dalla Germania dell'Est.

## Interpreti
La serie vede la partecipazione di numerose star cinematografiche e televisive, molte delle quali interpretarono diversi ruoli in più di un episodio.
Carl Low (12 episodi), William Prince (11), Val Avery (10), Harry Townes (9), Philip Abbott (9), Frank Marth (9), William Redfield (8), Ed Begley (8), Biff McGuire (7), Leslie Nielsen (7), Martin E. Brooks (7), Addison Powell (7), Kent Smith (6), Bibi Osterwald (6), Patty Duke (6), Alexander Scourby (6), Edmon Ryan (6), Wesley Addy (6), Lori March (6), William Smithers (6), Joan Copeland (6), Fred J. Scollay (6), Vaughn Taylor (5), Frank Overton (5), Joe Maross (5), Mary Fickett (5), Kathleen Maguire (5), Walter Brooke (5), Hugh Reilly (5), Leora Dana (5), Frank Aletter (5), Larry Weber (5), Maxine Stuart (5), Laurence Hugo (5), Mel Ruick (5), Patrick McVey (5), James Broderick (5), Donald Briggs (5), Telly Savalas (5), Joseph Leon (5), Pat Malone (5), James Dimitri (5), Ron Thompson (5), George L. Smith (4), Richard Bishop (4), Bert Freed (4), Larry Gates (4), Barnard Hughes (4), Audra Lindley (4), Joseph Walsh (4), Judith Evelyn (4), Margaret Hayes (4), Enid Markey (4), Pat Crowley (4), William Free (4), Hildy Parks (4), Grace Kelly (4), Shepperd Strudwick (4), Luis Van Rooten (4), E.G. Marshall (4), Staats Cotsworth (4), Fay Bainter (4), Ernest Truex (4), Carmen Mathews (4), Anne Hegira (4), Nancy Wickwire (4), John Gibson (4), Olive Deering (4), Robert Gerringer (4), Carroll O'Connor (4), Clarice Blackburn (4), Lydia Bruce (4), Vince O'Brien (4), Robert Dryden (4), Tim O'Connor (4), Gerald Sarracini (3), June Dayton (3), Dennis Patrick (3), Robert Pastene (3), Darren McGavin (3), Jackie Cooper (3), John Kellogg (3), David White (3), Conard Fowkes (3), John Lehne (3), Clifford David (3), Charles Mendick (3), Jonathan Harris (3), Frank Daly (3), Peter Turgeon (3), George Segal (3), Carol Bruce (3), Paul McGrath (3), Stuart Erwin (3), Dort Clark (3), Romney Brent (3), Louise Allbritton (3), Dorothy Francis (3), Betty Lou Keim (3), Beverly Whitney (3), Richard Wigginton (3), Ruth Matteson (3), Frances Reid (3), Lonny Chapman (3), Douglass Watson (3), Jay Barney (3), Dorothy Sands (3), Jerome Cowan (3), Joseph Sweeney (3), Thomas Coley (3), Sally Gracie (3), Harrison Dowd (3), Henry Hull (3), Andy Milligan (3), John Newland (3), Barbara Baxley (3), James Daly (3), Lauren Gilbert (3), Edgar Stehli (3), Larry Blyden (3), Walter Matthau (3), Murray Hamilton (3), Jessie Royce Landis (3), Betsy Palmer (3), Addison Richards (3), Frank Campanella (3), Kevin Coughlin (3), Barbara Joyce (3), Nita Talbot (3), Fredd Wayne (3), John Cassavetes (3), Paul Savior (3), William Daniels (3), Jane McArthur (3), Ruth White (3), Simon Oakland (3), Robert Drivas (3), William Post Jr. (3), Michael Constantine (3), Michael Higgins (3), James Mitchell (3), Frank Schofield (3), Perry Skaar (3), Joey Trent (3), Lou Frizzell (3), Vincent Gardenia (3), John L. McClellan (3), Frank Sutton (3), Stan Watt (3), William Hansen (3), John S. Ragin (3), Woodrow Parfrey (3), Mary Van Fleet (3), Joe Warren (3), Kevin McCarthy (3), Herbert Nelson (3), Dabney Coleman (3), Edmund Gaynes (3), Jason Robards (2), Nehemiah Persoff (2), Tige Andrews (2), Frank Albertson (2), Gene Lockhart (2), Michael Gorrin (2), Georgann Johnson (2), Maureen Stapleton (2), Harold J. Stone (2), Peggy McCay (2), Philip Bourneuf (2), Patricia Smith (2), Loretta Leversee (2), Bruce Gordon (2), Éva Szörényi (2), Kathleen Comegys (2), Harriet E. MacGibbon (2), Wallace Rooney (2), Robert Goodier (2), Jon Cypher (2), Mark Lenard (2), John Boruff (2), Vilma Kurer (2), Constance Ford (2), Cavada Humphrey (2), Patricia Collinge (2), Lois Wheeler (2), James Congdon (2), Anne Seymour (2), Anne Pearson (2), John Napier (2), Hugh James (2), Louise Larabee (2), Frank M. Thomas (2), Cliff Hall (2), Valerie Cossart (2), Otto Kruger (2), Alan Bunce (2), Nina Foch (2), Ruth Ford (2), Jane Seymour (2), Barbara Cook (2), Geraldine Dvorak (2), Evelyn Varden (2), Barbara Britton (2), Richard Derr (2), Lawrence Fletcher (2), Jason Johnson (2), Robert Shawley (2), Lucile Watson (2), Patricia Wheel (2), Donald Woods (2), Alexander Campbell (2), Donald Buka (2), Joan Chandler (2), Lynn Loring (2), Frank Maxwell (2), Harry Mehaffey (2), Geraldine Fitzgerald (2), Cameron Prud'Homme (2), John Archer (2), Sidney Blackmer (2), Skip Homeier (2), Gaby Rodgers (2), Geraldine Brooks (2), Jack Lemmon (2), Kathleen McCleon (2), Dorothy Peterson (2), Ben Cooper (2), Jack Diamond (2), John Hamilton (2), Anne Jackson (2), Muriel Kirkland (2), Bunny Lewbel (2), Lester Lonergan (2), Aileen Poe (2), Beatrice Pearson (2), June Walker (2), Edwin Cooper (2), Diana Douglas (2), Noel Leslie (2), Jim Boles (2), Richard Kendrick (2), E.A. Krumschmidt (2), Jack Whiting (2), Glenda Farrell (2), Claudia Morgan (2), Whit Bissell (2), Edith Fellows (2), Beatrice Straight (2), Frederic Tozere (2), Jo Van Fleet (2), Patricia Breslin (2), Gage Clarke (2), Wallace Ford (2), James Gregory (2), Elizabeth Montgomery (2), Mildred Natwick (2), Melville Cooper (2), Lili Darvas (2), Louisa Horton (2), Mildred Dunnock (2), Catherine McLeod (2), Lenka Peterson (2), Arthur Treacher (2), Richard Morse (2), Alan Hewitt (2), Peter Cookson (2), Hurd Hatfield (2), Russell Collins (2), Jack Klugman (2), Peter Mark Richman (2), Helen Shields (2), Janice Mars (2), Margaret Baker (2), Martin Newman (2), Henderson Forsythe (2), Leonardo Cimino (2), David Ford (2), Lois Nettleton (2), George Wallace (2), Walter Cronkite (2), Donald Symington (2), Robert Duvall (2), Conrad Janis (2), Ellen Madison (2), John McLiam (2), Arthur Storch (2), John Shellie (2), Laurence Haddon (2), Elizabeth Moore (2), James Dukas (2), Duke Farley (2), Ruth Hammond (2), Dan Morgan (2), Frederick Rolf (2), Peter von Zerneck (2), Alan Ansara (2), Walter Butterfield (2), Priscilla Gillette (2), Michael Kane (2), Roy Poole (2), Herb Voland (2), Harry Millard (2), John Balzac (2), Dana Elcar (2), Ben Hayes (2), Norman Shelly (2), Roger C. Carmel (2), James Olson (2), Lester Rawlins (2), Helen Stenborg (2), Michael Tolan (2), Luke Halpin (2), Arthur Hill (2), Rosemary Murphy (2), Lori Nelson (2), Nicholas Saunders (2), Paul Sparer (2), Howard Caine (2), Thomas A. Carlin (2), Thayer David (2), Alfred Hinckley (2), Martin Sheen (2), Marketa Kimbrell (2), James Tolkan (2), Gene Wilder (2), Louis Zorich (2), Zia Mohyeddin (2), Irene Yah-Ling Sun (2).

## Produzione
La serie fu prodotta da George Lowther, Robert Costello e Hudson Faucett per la Talent Associates production.

### Registi
Tra i registi sono accreditati:
- William Corrigan in 91 episodi (1954-1963)
- Paul Bogart in 35 episodi (1955-1963)
- Ted Post in 22 episodi (1951-1952)
- Garry Simpson in 21 episodi (1950-1953)
- James Sheldon in 11 episodi (1953-1954)
- Cort Steen in 8 episodi (1953-1954)
- Hal Keith in 5 episodi (1950)
- Harvey Marlowe in 2 episodi (1950-1951)
- Daniel Petrie in 2 episodi (1954-1955)
- Robert Stevens in 2 episodi (1954-1955)
- Charles Harrell in un episodio (1951)
- Jack Tyler in un episodio (1951)
- Marc Daniels in un episodio (1954)
- Don Richardson in un episodio (1954)
- Ed Roberts in un episodio (1954)
- Robert Mulligan in un episodio (1955)
- Herbert B. Swope Jr. in un episodio (1955)
- Wade Bingham in un episodio (1961)
- Robert Ellis Miller in un episodio (1962)
- David Roth in un episodio (1963)
- John Fitchen

### Sceneggiatori
Tra gli sceneggiatori e autori delle opere da cui sono stati tratti i soggetti sono accreditati:
- Jerome Coopersmith in 20 episodi (1955-1963)
- Harold Gast in 17 episodi (1956-1963)
- Irve Tunick in 16 episodi (1954-1963)
- Alvin Boretz in 16 episodi (1956-1963)
- Anne Howard Bailey in 11 episodi (1951-1955)
- Art Wallace in 11 episodi (1956-1960)
- Robert Van Scoyk in 11 episodi (1960-1963)
- Jerome Ross in 9 episodi (1950-1961)
- Frank De Felitta in 9 episodi (1951-1954)
- Roger O. Hirson in 9 episodi (1956-1960)
- Doris Halman in 8 episodi (1950-1953)
- Ruth Woodman in 7 episodi (1950-1954)
- Hamilton Benz in 6 episodi (1952-1953)
- Vance Bourjaily in 6 episodi (1956-1959)
- Roger Garis in 5 episodi (1951-1953)
- William Dudley in 5 episodi (1951-1952)
- Carey Wilber in 5 episodi (1952-1954)
- Nicholas E. Baehr in 5 episodi (1953-1955)
- Kay Arthur in 4 episodi (1951-1953)
- Elizabeth Hume in 4 episodi (1951-1952)
- Frank O'Neill in 4 episodi (1952-1953)
- George Lowther in 4 episodi (1953-1954)
- Irving Gaynor Neiman in 4 episodi (1954-1962)
- Don Mankiewicz in 4 episodi (1961-1963)
- Ira Avery in 3 episodi (1950-1951)
- Leslie Scott in 3 episodi (1950-1951)
- Philip H. Reisman Jr. in 3 episodi (1956-1957)
- Abram S. Ginnes in 3 episodi (1957-1960)
- Robert J. Crean in 3 episodi (1962-1963)
- Lawrence Dugan in 2 episodi (1950-1952)
- Virginia Dugan in 2 episodi (1950-1952)
- Don Ettlinger in 2 episodi (1950-1951)
- James Garvin in 2 episodi (1950-1951)
- William Welch in 2 episodi (1950-1951)
- Dennis Conover in 2 episodi (1950)
- Bob Duncan in 2 episodi (1950)
- Michele Cousin in 2 episodi (1951-1953)
- Turner Bullock in 2 episodi (1951-1952)
- Eli Cantor in 2 episodi (1951)
- Rod Serling in 2 episodi (1952-1955)
- Peggy Hilton in 2 episodi (1952-1954)
- Konrad Bercovici in 2 episodi (1952-1953)
- Theodore W. Case in 2 episodi (1952-1953)
- S. Lee Pogostin in 2 episodi (1952-1953)
- Jeanne Warner in 2 episodi (1952-1953)
- David Shaw in 2 episodi (1954-1960)
- Robert Alan Aurthur in 2 episodi (1954)
- Michael Dyne in 2 episodi (1955-1957)
- Sheldon Stark in 2 episodi (1955-1956)
- Irving Elman in 2 episodi (1955)
- Douglas Taylor in 2 episodi (1955)
- John Vlahos in 2 episodi (1955)
- George Lefferts in 2 episodi (1956-1957)
- Alvin Yudcoff in 2 episodi (1956-1957)
- David Davidson in 2 episodi (1958-1962)
- Elliott Baker in 2 episodi (1961)
- Leon Tokatyan in 2 episodi (1962-1963)

## Distribuzione
La serie fu trasmessa negli Stati Uniti dal 6 giugno 1950 al 28 agosto 1963 sulla NBC (stagioni 1-7) e sulla CBS (stagioni 8-13).
In Italia la serie è stata trasmessa dal 4 giugno 2007 al 29 dicembre 2016 da Telecapri News per le prime 10 stagioni e da Telecapri per le ultime due con i sottotitoli in italiano. Fino al 12 aprile 2024 le repliche andavano in onda sulla stessa Telecapri solo di notte, per poi essere rimosso dal palinsesto il giorno dopo.

## Episodi
| Stagione             | Episodi | Prima TV USA | Prima TV Italia |
| -------------------- | ------- | ------------ | --------------- |
| Prima stagione       | 67      | 1950-1951    | 2007            |
| Seconda stagione     | 50      | 1951-1952    | 2007-2008       |
| Terza stagione       | 32      | 1952-1953    | 2009            |
| Quarta stagione      | 38      | 1953-1954    | 2010            |
| Quinta stagione      | 41      | 1954-1955    | 2010-2011       |
| Sesta stagione       | 21      | 1955-1956    | 2011            |
| Settima stagione     | 19      | 1956-1957    | 2011-2012       |
| Ottava stagione      | 22      | 1957-1958    | 2012            |
| Nona stagione        | 21      | 1958-1959    | 2012-2013       |
| Decima stagione      | 24      | 1959-1960    | 2013            |
| Undicesima stagione  | 24      | 1960-1961    | 2015            |
| Dodicesima stagione  | 23      | 1961-1962    | 2015-2016       |
| Tredicesima stagione | 21      | 1962-1963    | 2016            |